# Deutsche Botschaft Kuala Lumpur
Die Deutsche Botschaft Kuala Lumpur ist die diplomatische Vertretung der Bundesrepublik Deutschland in Malaysia.

## Lage und Gebäude

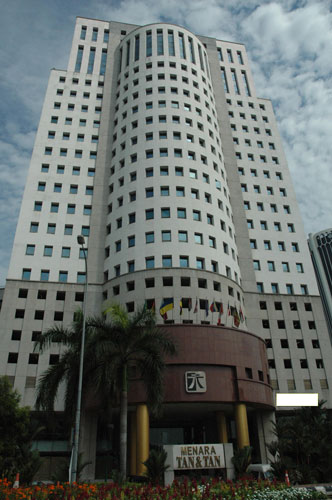
Das Bürogebäude Menara Tan & Tan; im 26. Stockwerk befindet sich die Kanzlei der Deutschen Botschaft Kuala Lumpur

Die Kanzlei der Botschaft liegt im Botschaftsviertel des Zentrums der malaysischen Hauptstadt Kuala Lumpur. Die Straßenadresse lautet: 26th Floor, Menara Tan & Tan, 207 Jalan Tun Razak, 50400 Kuala Lumpur.
Das rund 33 km südlich befindliche Außenministerium ist in der Regel in einer halben Stunde zu erreichen. Zum gut 50 km südlich gelegenen Flughafen Kuala Lumpur ist eine Fahrtzeit von einer Dreiviertelstunde anzusetzen.
Die Büroräume der Botschaft sind in der 26. Etage des „Menara Tan & Tan“ Hochhauses untergebracht. In dem Gebäude befinden sich auch die Vertretungen von Brasilien, Bolivien, Kanada und der Türkei.
Anfang der 2010er Jahre hatte die Bundesbauverwaltung einen Wettbewerb für die Generalplanung des Neubaus eines eigenen Botschaftsgebäudes durchgeführt. Das Vorhaben wurde nicht realisiert.

## Auftrag und Gliederung
Die Deutsche Botschaft Kuala Lumpur hat den Auftrag, die deutsch-malaysischen Beziehungen zu pflegen, die deutschen Interessen gegenüber der Regierung von Malaysia zu vertreten und die Bundesregierung über Entwicklungen in Malaysia zu unterrichten.
In der Botschaft werden die Sachgebiete Politik, Wirtschaft, Kultur und Bildung bearbeitet. Das Kulturreferat begleitet unter anderem die Arbeit der Deutschen Schule Kuala Lumpur (DSKL). Es besteht ein vom Verteidigungsattaché geleiteter Militärattachéstab.
Das Referat für Rechts- und Konsularangelegenheiten der Botschaft betreut ganz Malaysia als konsularischen Amtsbezirk. Es bietet alle konsularischen Dienstleistungen für im Land ansässige deutsche Staatsangehörige an. Die Visastelle des Referats stellt Visa für malaysische Staatsangehörige aus, die länger als 90 Tage in Deutschland bleiben möchten. Für konsularische Notfälle besteht eine telefonische Rufbereitschaft. In Penang ist ein Honorarkonsul der Bundesrepublik Deutschland bestellt und ansässig.
Die Botschaft Kuala Lumpur unterstützt die Deutsche Botschaft Bandar Seri Begawan (Brunei) im Bereich des Rechts- und Konsularwesens.
Für Rechtsreferendare besteht in der Regel die Möglichkeit, an der Botschaft die Verwaltungs- oder Wahlstation abzuleisten. Ebenso bietet die Botschaft in der Regel Praktikumsplätze für Studenten höherer Semester an.

## Geschichte
Am 31. August 1957 erlangten die Sultanate der malaiischen Halbinsel die Unabhängigkeit vom Vereinigten Königreich. Am 16. September 1963 wurde der Staat Malaysia gegründet.  Die Bundesrepublik Deutschland eröffnete bereits am 23. September 1957 eine Botschaft in Kuala Lumpur.
Nach Aufnahme der diplomatischen Beziehungen am 4. April 1973 waren bis 1980 die Botschafter der DDR in Jakarta (Indonesien) in Malaysia nebenakkreditiert. Bis die Botschaft mit dem Beitritt der DDR zur Bundesrepublik Deutschland im Jahr 1990 geschlossen wurde, waren ab 1980 Botschafter in Kuala Lumpur vor Ort.